# 1024
1024是1023与1025之间的自然数。
1024是一個組成4個十進制數字的最少二次方數： {\displaystyle 2^{10}}（2的10次方）。
它同時是32的平方：{\displaystyle 32^{2}}。

## 1000的近似值
210的近似值是103。

## 數學
- {\displaystyle 1024=2^{10}}
- {\displaystyle 1024=4^{5}}
- {\displaystyle 1024=32^{2}}

- 合數，正因數有1、2、4、8、16、32、64、128、256、512和1024。
質因數分解為{\displaystyle 2^{10}}。
- 虧數，真因數和為1023，虧度為1。
- 第32個平方數，為32的平方。前一個為961、下一個為1089。
- 第9個十进制的節儉數。前一個為729、下一個為1029。
- 正一千零二十四邊形為第54個可作圖多邊形。前一個為1020、下一個為1028。

## 電腦
- 8bit等于1Byte，1024Byte等於1KiB，1024KiB等於1MiB，1024MiB等於1GiB，1024GiB等於1TiB。
- 當用XGA來表示解析度時，通常是指1024x768像素。

## 特别意义
- 一般的计算机储存容量单位（Byte、KB、MB等）的单位进率都是1024，所以这个数字对于程序员来说有特殊意义。因此，中国的程序员日被定在10月24日。
- 因為1G有1024MB，在汉语中1G和一級谐音，就是一級棒的意思。因为这种用法是草榴社区的特色，1024有时也会被用于代指草榴社区。